# Magaye Gueye
Magaye Serigne Falilou, genannt Nelson Gueye, (* 6. Juli 1990 in Nogent-sur-Marne) ist ein französisch-senegalesischer Fußballspieler, der aktuell für Dinamo Bukarest spielt.

## Karriere

### Racing Straßburg
Magaye Gueye wurde im französischen Nogent-sur-Marne als Sohn senegalesischer Eltern geboren. Seine Karriere begann er beim Pariser Vorortverein US Lognes. Im Alter von zwölf Jahren trat er 2002 in die Jugendakademie von Racing Straßburg ein. Am 30. Oktober 2008 unterzeichnete er dort einen bis Juni 2012 datierten Profivertrag. Er debütierte am 3. November 2008 im Ligaspiel gegen RC Lens, das 1:1 endete. Seinen ersten Startelfeinsatz hatte er am 10. April 2009, erneut gegen Lens.

### FC Everton
Im Juni 2010 unterzeichnete er einen Fünfjahresvertrag beim FC Everton. Die Ablösesumme betrug etwa eine Million Euro. Er debütierte während einer Pre-Season-Tour durch Australien in einem Testspiel gegen den FC Sydney. Sein erstes Tor erzielte er beim 2:1-Sieg gegen Brisbane Roar eine Woche später. Seine Wettbewerbspremiere feierte er im Liga-Cup gegen Huddersfield Town. Zu seinem ersten Ligaspiel kam er als Ersatz für Séamus Coleman gegen Aston Villa. Seinen ersten Startelfeinsatz hatte er am 9. April 2011 beim 3:0-Erfolg über die Wolverhampton Wanderers.

### Stade Brest
In der Winterpause der Saison 2012/13 wurde er für den Rest der Saison an Stade Brest verliehen. Er feierte dort am 9. Februar 2013 gegen den FC Valenciennes seinen Einstand. Insgesamt kam er zu acht Partien für den Klub.

### FC Millwall
Zur Saison 2014/15 wechselte Gueye zum FC Millwall.

### Adanaspor
Im Sommer 2015 heuerte Gueye beim türkischen Zweitligisten Adanaspor an.

### Dinamo Bukarest
2020 wechselte Gueye zu Dinamo Bukarest. Nach einem positiven Dopingtest wurde er 2021 für drei Monate gesperrt.

### Nationalmannschaft
Gueye durchlief die französische U-16, U-19, U-20 und U-21. Im Juni 2012 wechselte er zum senegalesischen Verband, mit dessen U-23-Nationalmannschaft er an den Olympischen Sommerspielen 2012 in London teilnahm.